# Legio V Macedonica
Legio V Macedonica — римський легіон. Його назва означає «V Македонський легіон».

## Історія
Ллегіон був набраний консулом Гаєм Вібієм Пансою і Октавіаном у 43 році до н. е. Немає жодних свідчень щодо перших десятиліть його існування, хоча відомо про існування двох п'ятих легіонів, V Urbana і V Gallica (V Міський та V Гальський), які (швидше за все, перший) можуть бути ідентичними цій військовій одиниці. Легіон брав участь у битві при Акції 31 року до н. е., після чого ветерани були поселені в Венето. Більш пізніші покоління ветеранів були послані до Фінікії (в 15 або 14 році до н. е.), щоб влаштуватися в повторно заснованому місті Берит (сучасний Бейрут). Вони повинні були розділити це місто з колишніми солдатами VIII Августа легіону (хоча це місто було засноване на 15 років раніше).
Між 30 роком до н. е. і 6 роком н. е., цей легіон служив в Македонії, де  одержав свою назву. У 6 році н. е. він був переведений в Еск (сучасний Гиген) в Мезії, де залишався до 61 року, охороняючи кордон Нижнього Дунаю від племен Дакії.
Цей легіон тимчасово називали V Scythica (V Скіфський), що свідчить, що легіон воював проти скіфів, які жили по сусідству з римським містом Ольвія, але іноді заходили на південь і намагалися переправитися через Дунай. V легіон разом з IV легіоном завдав поразки цим племенам, але не відомо точна дата битви — між 29 та 27 роками до н. е., ведена римським командувачем Марком Ліцинієм Крассом (онуком тріумвіра), який, як відомо, убив ворожого лідера в поєдинку.
Легіон був залучений в кампанію Тіберія, майбутнього імператора, проти Парфянської імперії у 20 році до н. е. (іншими легіонами в цій кампанії були III Гальський, VI Залізний, X Протоки і XII Блискавичний).
Легіон був активний, коли імператор Клавдій вирішив включити Фракію в Римську імперію в 45 році н. е. Деталі, однак, погано відомі. У 62 році цей легіон був переміщений на схід, де він був розміщений в Понт, на південь від Чорного моря. Військовик імператора Нерона Луцій Цезенній Пет, намісник Каппадокії, застосував XII Блискавичний, IV Скіфський, який був переведений трохи раніше, і підрозділи V Македонського під час тяжкої кампанії у Вірменії. Ця армія була змушена здатися і її залишили наміснику Сирії, Гнею Доміцію Корбулону, щоб почати каральну кампанію з легіонами — III Галльським, VI Залізним, і X Протоки. Цього разу, V Македонський, мабуть, послав свої головні сили, якими командував Анній Вініціан, зять Корбулона.
V Македонський був все ще на сході, коли спалахнула війна проти євреїв у 66 році, легіон був розміщений під початком Тита Флавія Веспасіана — майбутнього імператора Веспасіана. Разом з X Протоки і XV Аполлонова, він воював в Галілеї, де Сепфоріс був звільнений в 67 році. У наступних роках римляни повільно просувалися на південь. Одне з найбільш значних діянь П'ятого був штурм гори Гарізім, головного святилища самаритян. У 68 році війна була перервана, оскільки імператор Нерон вчинив самогубство. Легіон залишався протягом деякого часу в Еммаусі. Присутність декількох надгробних плит наводить на думку про декілька важких боїв.
Після оголошення Веспасіана імператором його син Тит продовжив війну 70 року і взяв Єрусалим. Після римської перемоги, V легіон супроводжував Тита в Олександрію і повернувся в Мезію, в Еск.
За правління імператора Доміціана V Македонський був приписаний в Нижній Мезії, разом з I Італійським і XI Клавдієвим. Ця реорганізація стала необхідною після того, як даки вдерлися до Римської імперії у 86 році і перемогли легіони, які повинні були захистити Мезію. У 88 році римська армія на чолі із Теттієм Юліаном вдерлася до Дакії та перемогла царя Децебала в Тапах. П'ятий був одним з 9 залучених легіонів. Але повстання намісника у Верхній Німеччині, Луція Антонія Сатурнина у 89 році перешкодило досягненню остаточного успіху.
Одним з командирів легіону у 98 році був майбутній імператор Адріан. Пізніше П'ятий взяв участь у кампаніях Траяна проти даків 101—106 років, у 107 році був переведений на північний схід, в Трезміс (сучасна Іглиця), близько дельти Дунаю. Там він стояв проти племен роксоланів, які іноді турбували кордони (бл. 118 року) і потрібно було захищати кордон.
Пізніше підрозділ V Македонського легіону послали на схід для участі у Парфянських кампаніях 115—117 років. Друга східна експедиція мала місце за імператора Адріана, коли підрозділ послали в Юдею для придушення месіанського повстання Симона Бар Кохби 132—136 років. Інші з легіонерами XI Клавдієва були серед будівельників форту у Драшни в південно-східних Карпатах в долині Бузеу. Одним із завдань легіону був захист Криму, де кілька грецьких міст охоронялися римськими військовими частинами. Кілька написів засвідчили присутність солдатів V Македонського, I Італійського і XI Клавдієва.
У 160 році у складі військ імператора Луція Вера брав участь у війні проти Парфії. Після цього легіон перебазувався в Потаіссу в провінції Пороліссінській Дакії (сучасна Турда). Після цього брав участь у війнах імператора Марка Аврелія проти племен маркоманів, сарматів та квадів. Ще під час початку царювання Коммода, Песценній Нігер і Клодій Альбін (обидва майбутніх імператора), командували V Македонським і XIII Парним легіонами, і знову перемогли сарматів.
Коли ця війна закінчилася вдало, римляни звернули свою увагу на даків, які жили всередині провінції. Робочі золотих копалень повстали і зібрали найману армію. V Македонський їх переміг, за що у 185 або 187 році імператор Коммод присвоїв легіону назву Pia Constans (Вірний і надійний) або Pia Fidelis (Благочестивий і відданий).
У 193 році намісник Верхньої Паннонії, Луцій Септимій Север пішов на Рим, щоб повалити Дідія Юліана. Намісником Пороліссінської Дакії був його брат Гета, і V Македонський перейшов на бік Севера. Змішані підрозділи V Македонського і XIII Парного легіонів супроводжували Септимія Севера в Рим, під час війни проти його конкурента Песценнія Нігера, і проти парфнян.
Легіон залишався в Потаіссі більшу частину III сторіччя. Знайдені кілька пам'ятників, що доводять його перебування, наприклад, напис від 259 року. Відомо, що у 244—245 роках V Македонський і XIII Парний легіони розгромили карпів з Карпат. Імператор Валеріан дарував легіону титул Pia III Fidelis III (Тричі благочестивий і відданий). Це означає, що легіон вже отримував назву Pia II Fidelis II, але ми не знаємо коли. Під час правління імператора Галлієна отримав титул Pia VII Fidelis VII. Ймовірно, що П'ятий отримував почесні титули IV, V, і VI, тому що він підтримав Галлієна проти узурпаторів Інгенуя і Регаліана у 260 році у Мезії.
Коли імператор Авреліан залишив Дакію в 274 році, легіон повернувся в Еск. Разом з тим форти Цеброн, Суцідава, і Варініана мали загони цього легіону.
Кавалерійська частина, заснована Галлієном, була відокремлена від легіону імператором Діоклетіаном. Вона стала частиною мобільної армії, яка була ядром римської армії пізньої античності. У 293 році її послали в Мемфіс, Єгипет, але спочатку вона зіграла роль у війні проти Сасанидської Персії. Галерій і його армія були переможені в Месопотамії у 296 році. Наступного року, однак, він вдерся до Вірменії, і потім в південну Месопотамію. Коли мирний договір було підписано, легіонерів кавалерійської частини легіону відіслали до Єгипту, де вони залишалися до початку V століття. Після 400 року ці легіонери перебували в Сирії. Старий основний легіон залишався в Мезії до V ст. Обидві бойові одиниці були об'єднані у візантійській армії.